# Varåvesjön
Varåvesjön är en sjö i Sorsele kommun i Lappland och ingår i Umeälvens huvudavrinningsområde. Sjön har en area på 0,153 kvadratkilometer och ligger 716 meter över havet. Varåvesjön ligger i Vindelfjällen Natura 2000-område.

## Delavrinningsområde
Varåvesjön ingår i det delavrinningsområde (727124-154644) som SMHI kallar för Utloppet av Fjosoken. Medelhöjden är 570 meter över havet och ytan är 157,18 kvadratkilometer. Räknas de 50 avrinningsområdena uppströms in blir den ackumulerade arean 924,61 kvadratkilometer. Juktån som avvattnar avrinningsområdet har biflödesordning 2, vilket innebär att vattnet flödar genom totalt 2 vattendrag innan det når havet efter 312 kilometer. Avrinningsområdet består mestadels av skog (82 procent). Avrinningsområdet har 13,14 kvadratkilometer vattenytor vilket ger det en sjöprocent på 8,4 procent.